# St. Helens (Oregon)
St. Helens – miasto w Stanach Zjednoczonych, w stanie Oregon, siedziba administracyjna hrabstwa Columbia.

## Miasta partnerskie
- Bowral